# Intel Paragon

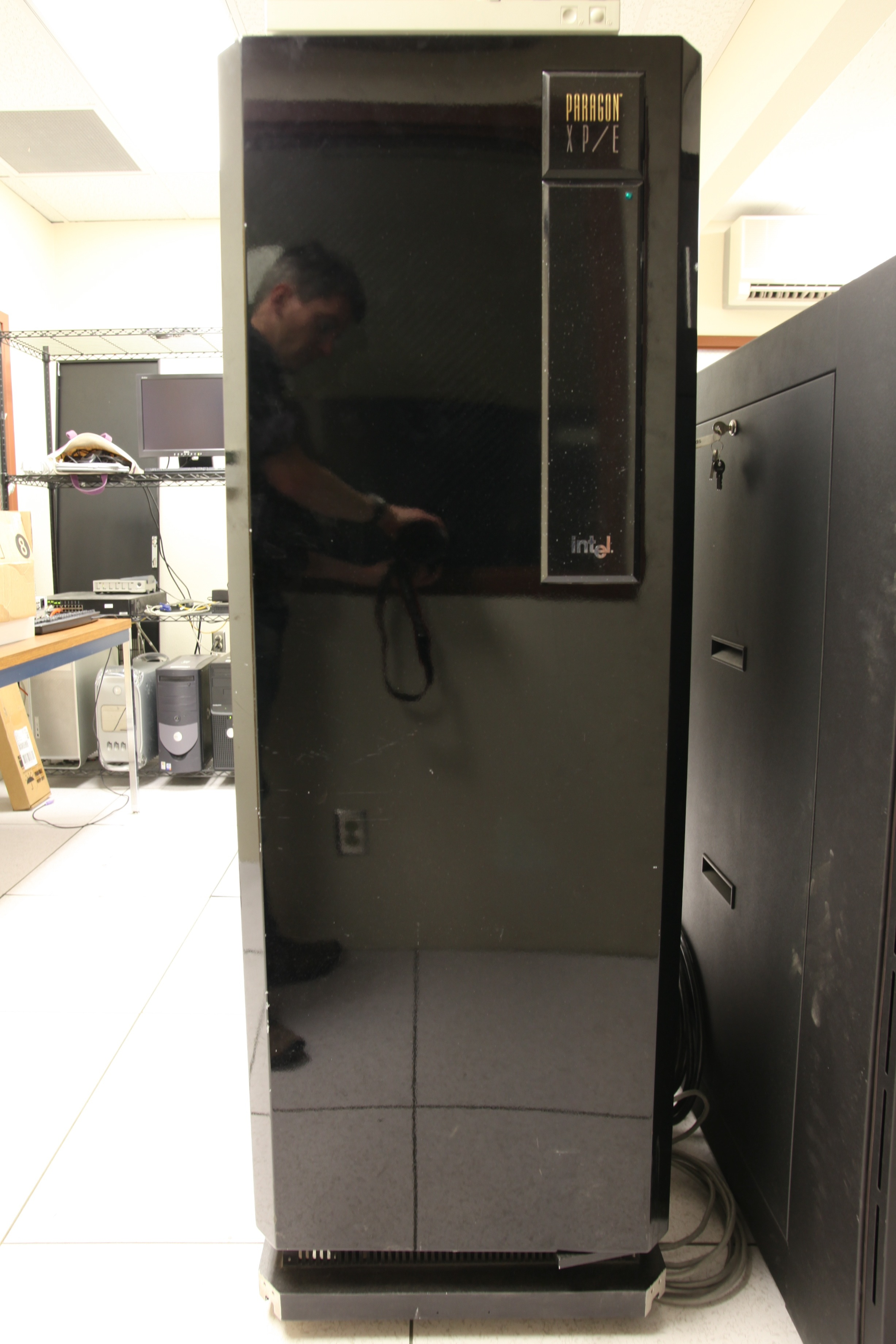
Система Intel Paragon XP-E собранная в одном шкафу

Intel Paragon — серия суперкомпьютеров массово-параллельной архитектуры, производившихся компанией Intel. Первая модель, Paragon XP/S, была коммерциализированной версией экспериментальной вычислительной системы Touchstone Delta, созданной в Калифорнийском технологическом институте в 1992 году. Серия Paragon пришла на смену более ранним системам iPSC/860, с которыми, однако, была очень схожа.
Серия Paragon создана на базе микропроцессора Intel i860 архитектуры RISC. До 2048 (позднее до 4000) процессоров i860 соединялись в двумерную сеть. В 1993 году была анонсирована младшая модель модификации Paragon XP/E с возможностью объединения до 32 вычислительных узлов.